# Colette Marin-Catherine
Pour les articles homonymes, voir Marin et Catherine.
Colette Marin-Catherine, née le 25 avril 1929 à Bretteville-l'Orgueilleuse, est une résistante française.
Elle entre dans la Résistance en 1942 où elle est agent de liaison et de reconnaissance, puis infirmière après le débarquement de Normandie. Résistant également, son frère Jean-Pierre Catherine est arrêté en 1943 et meurt au camp de concentration de Dora en 1945.
Elle poursuit après-guerre un travail mémoriel. Elle accède à la notoriété lorsque le court-métrage documentaire Colette d'Anthony Giacchino, qui la suit lors de la visite du camp de Dora où est mort son frère, obtient l’Oscar dans sa catégorie aux Oscars 2021.

## Famille
Colette Catherine naît en avril 1929 dans le Calvados en Normandie,, dans le village de Bretteville-l'Orgueilleuse où sa famille réside. Elle décrit la commune comme « un gros bourg, avec un notaire, un médecin, un pharmacien, quatre châtelains. Et des fermes et des ouvriers agricoles autour ». Ses parents dirigent une entreprise de vente, réparation et transport automobile.

## Engagement au sein de la Résistance
Lycéenne et âgée de 16 ans, Colette Marin-Catherine s'engage dans la Résistance autour de Caen en tant qu'agente de reconnaissance. Son père, son frère et sa mère sont aussi résistants,. Durant l'été 1944, elle aide à soigner les civils blessés. Sa mère dirige une sorte de poste de secours à l'arrière de leur maison. Le 6 juin 1944, jour J du débarquement, alors qu'elles évacuent le village en direction de Bayeux, elles sont réquisitionnées par un médecin de l'hôpital militaire temporaire du séminaire de Bayeux (appelé Robert-Lion après le débarquement). Pendant quatre mois, Colette Marin-Catherine y travaille en tant qu'infirmière, sans diplôme ni formation, de jour comme de nuit. Elle témoigne : « Mon boulot, c'était du nettoyage, du soin, du pansement. Il n'était pas question de dire que je ne pouvais pas ou que j'avais peur. Si ma mère me donnait un ordre, je devais l'exécuter immédiatement. »
Son frère Jean-Pierre Catherine, né en 1926 et élève à l'école des aspirants de la Marine marchande de Caen, entre dans la Résistance en 1940 — il a 13 ans — avec un groupe de camarades de Bretteville-l'Orgueilleuse et de Putot-en-Bessin. Au sein du Front national de lutte pour la libération et l'indépendance de la France, ils distribuent journaux, tracts, cachent des armes et aident des opposants à se camoufler. Le 11 novembre 1942, ils fleurissent les monuments aux morts. Pour ce fait, Jean-Pierre Catherine est arrêté huit mois plus tard. Il est emprisonné à Caen, où il est condamné aux travaux forcés. D'abord envoyé au camp de concentration de Natzweiler-Struthof en Alsace annexée, il est déporté alors qu'il a 17 ans au camp de concentration de Dora en Allemagne, un camp spécialisé dans la fabrication de missiles V2 aux conditions de travail extrêmement dures. Il meurt d'épuisement le 22 mars 1945, à tout juste 19 ans. Un autre frère, prénommé Gaston, de treize ans l'aîné de Colette Marin-Catherine, meurt à son retour de déportation.

## Vie après-guerre
Le 28 septembre 1944, Colette Marin-Catherine et sa mère quittent l'hôpital militaire de Bayeux et retournent chez elles pour la première fois depuis le débarquement. Elles rentrent à pied sur quinze kilomètres. Elles retrouvent leur maison squattée, pillée et en piteux état.
Le garage familial, sans employé, est fermé. Afin de subvenir à ses besoins et à ceux de sa mère âgée de 60 ans et malade, Colette Marin-Catherine exerce les métiers d'infirmière et de couturière dans le village, vend des légumes, des poules et des lapins. Elle gagne peu et doit réparer la maison, qui n'a plus de vitres et qui a des trous dans la toiture. En avril 1945, elles sont toujours sans nouvelles du père et des fils. Lorsqu'elles apprennent le décès de Jean-Pierre Catherine : « On était tellement fermées sur notre chagrin qu'on s'est repliées sur nous-mêmes. Au village, plus personne n'avait envie de fréquenter une famille en deuil. »
Elle assiste aux élections municipales de 1945, où les femmes peuvent pour la première fois voter en France. Soixante-dix ans après l'évènement, elle décrit les électrices « intimidées » devant « l'aristocratie du village » : « C'était la fête, et en même temps, c'était impressionnant. Beaucoup avaient un bulletin plié dans la main. Le curé ou le mari avaient donné des consignes. » Une femme est élue à la tête du village en 1947. Colette Marin-Catherine vote pour la première fois aux élections législatives de 1951 à Caen, et participe à chaque scrutin depuis, affirmant s'être « battue pour ça ». Tout en refusant de dévoiler ses opinions politiques, elle déclare admirer le général de Gaulle et avoir été pendant une dizaine d’années vice-présidente d'une association liée à Pierre Messmer.
Colette Marin-Catherine témoigne avoir « commencé à bien gagner [sa] vie » après avoir appris à remailler les bas. Elle s'occupe de sa mère jusqu'à son décès. Elle a alors 40 ans et elle ne se marie pas ensuite. Elle exerce la profession de directrice d'établissements hôteliers.

## Travail mémoriel
À partir des années 2010, Colette Marin-Catherine donne régulièrement des conférences durant des visites de la Normandie organisées par le National WWII Museum de La Nouvelle-Orléans en Louisiane aux États-Unis,, principalement à Caen au Mémorial et au Café Mancel et reçoit des Américains à chaque anniversaire du débarquement.
En 2018, le réalisateur américain Anthony Giacchino et la productrice française Alice Doyard sont en Normandie pour réaliser des portraits de résistants. Ils rencontrent Colette Marin-Catherine, établie à Caen, par l'intermédiaire du guide Christophe Gosselin. Découvrant « son aura face à la caméra, mais aussi sa volonté de transmettre la mémoire de son frère », d'après les propos d'Alice Doyard, il leur naît l'idée de faire un film. Dans le même temps, ils font la connaissance de l'historien Laurent Thierry, présent au centre mémorial de la Coupole d'Helfaut dans le Pas-de-Calais et coordinateur du dictionnaire biographique Livre des 9 000 déportés de France à Mittelbau-Dora, et de l'étudiante Lucie Fouble, chargée de rédiger la fiche biographique de Jean-Pierre Catherine.

Dès l'année suivante, Colette Marin-Catherine, âgée de 92 ans, accompagnée de Lucie Foulbe, part en Allemagne pour la première fois. Elle se rend sur les traces de son frère, en particulier à Dora. Elle témoigne de sa visite du camp : 

« Tout était dur. J'ai repris ça en pleine gueule, ou en plein cœur, c'est plus élégant. Quand je suis entrée dans le crématoire, vous avez cet espèce de brancard seulement fait de métal sur lequel on mettait les corps dans le four. C’est vraiment là que j'ai vu partir mon frère. J'ai vu beaucoup de documents sur cette guerre là, mais quand j'étais dans le tunnel j'entendais des milliers de voix. Je ne suis pas Jeanne d'Arc, mais c'est tellement écrasant que vous avez l'impression que quelqu'un vous pousse tout autour. »

Le film, d'une durée de vingt-cinq minutes, sort en 2020 sur la plateforme numérique du Guardian. Il est primé dans plusieurs festivals américains avant d'être récompensé de l'Oscar du meilleur court métrage documentaire à la 93e cérémonie des Oscars,.
L'équipe du film offre à Colette Marin-Catherine un pavé commémoratif à la mémoire de son frère, appelé Stolperstein et réalisé par l'artiste allemand Gunter Demnig. Il est scellé le 11 novembre 2019 devant la maison familiale de Bretteville-l'Orgueilleuse. Il s'agit de la première Stolperstein apposée en Normandie.